# Список памятников и монументов Калуги
Список памятников и монументов Калуги (достопримечательности города Калуги) — список архитектурных объектов разных форм, объектов культурного наследия, расположенных в городе Калуге.

## Памятники-монументы и скульптуры города Калуги
| - Обелиск в честь основания города — построен в 1778 году по проекту первого архитектора Калуги П. Р. Никитина - Памятник 600-летию Калуги на въезде в город со стороны улицы Гагарина — пятидесятиметровая стела с большого размера бюстом первого космонавта планеты Юрия Гагарина и барельефом К. Э. Циолковского. Частью монумента является композиция из панно вдоль улицы Гагарина, изображающих важные вехи в истории Калуги - Памятник Великому князю Московскому Ивану III работы скульптора Андрея Коробцова установлен 12 ноября 2017 года на площади Старый Торг перед зданием администрации Губернатора Калужской области. - Обелиск (стела) на могиле К. Э. Циолковского в Парке, названном в его честь - Памятник К. Э. Циолковскому во дворе его дома-музея - Памятник К. Э. Циолковскому в сквере Мира (1958, авторы памятника — скульптор Андрей Петрович Файдыш-Крандиевский, архитекторы Михаил Осипович Барщ и Александр Николаевич Колчин) - Памятник «Встреча К. Э. Циолковского и С. П. Королёва» на перекрёстке улиц Циолковского и Академика Королёва - Скульптурная композиция «Циолковский с велосипедом» на участке улицы Театральная. Авторы проекта назвали его «Грёзы о небе» - Памятник К. Э. Циолковскому (на территории железнодорожного вокзала Калуга-2) - Памятник Юрию Гагарину на улице Академика Королёва рядом с Государственным музеем истории космонавтики имени К. Э. Циолковского - Монумент Победы — часть Мемориального комплекса в честь советских воинов, павших в боях за Калугу в Великой Отечественной войне на площади Победы. Мемориальный комплекс включает в себя Монумент Победы; Вечный огонь; семиметровую бронзовую фигуру «Родина-Мать», держащую в руках символы Калуги — первый космический спутник Земли и ленту извилистой реки Оки; могилу неизвестного солдата, в которой захоронены останки подольских курсантов, павших на Ильинских рубежах Можайской линии обороны Москвы; Пост № 1, на котором и по сей день несёт вахту Почётный караул - Памятник бессмертной славе Российскому и Советскому оружию («Пушки») на улице Московская. Пушки установлены на опорах бывшего Брестского железнодорожного моста (две точные копии огнемётных орудий времён отечественной войны 1812 года и две пушки 1942 года) - Памятник четырежды герою Советского Союза, кавалеру двух орденов «Победа», почётному гражданину № 1 Калужской области, маршалу Советского Союза, полководцу, Маршалу Победы, руководившему Красной Армией в годы Великой Отечественной войны Георгию Константиновичу Жукову. Автор памятника — скульптор М. В. Переяславец. Скульптура исполнена в бронзе в студии военных художников имени М. Б. Грекова в Москве. Монумент передан в 2015 году в дар Калужской области Министерством обороны России. Торжественно открыт 8 мая 2015 года на площади Победы - Бюст маршалу Советского Союза Георгию Константиновичу Жукову в сквере имени Г. К. Жукова на пересечении улицы Маршала Жукова и улицы имени Болотникова - Монументальный комплекс, посвящённый маршалу Советского Союза Георгию Константиновичу Жукову, в микрорайоне «906-я база» города Калуги, находящийся на улице имени 40-летия Великого Октября. Этот памятник символизирует собой начало воинского пути солдата и будущего полководца — Георгия Жукова - Бюст генералу Ивану Васильевичу Болдину в сквере, также названном в его честь - Бронзовый бюст Александра Терентьевича Карпова установленный в одноимённом сквере - Бронзовый бюст дважды Герою Социалистического Труда П. А. Воронину - Памятник ветерану Великой Отечественной войны на аллее близ площади Победы - Памятник воинам Красной Армии в ознаменование 25-летия освобождения Калуги от немецко-фашистских захватчиков в сквере на площади Московской — на высокий пьедестал, стилизованный под каменную скалу, установлен настоящий танк Т-34 - Памятник воинам 50-й армии, как часть монументально-скульптурного комплекса на Правобережье города Калуги. Открыт в ознаменование 40-летия освобождения Калуги от немецко-фашистских захватчиков в память о воинах 50-й армии, освобождавших город - Мемориальный комплекс на братских могилах советских воинов (расположен на воинском мемориальном кладбище) - Памятник Воину-освободителю города Калуги в сквере у Калужского базового медицинского колледжа - Памятник медицинским работникам самоотверженно служивших Родине в годы Великой Отечественной войны. - Памятник фронтовым хирургам. Установлен у здания больницы скорой медицинской помощи. - Памятник труженикам тыла. Установлен в сквере имени П. А. Воронина накануне 70-летия Победы — 8 мая 2015 года - Памятник узникам фашистских концлагерей на площади Победы - Памятник воинам земли Калужской погибшим при выполнении интернационального долга — на Аллее ветеранов в Сквере Защитников Отечества, расположенного неподалёку от площади Победы. - Памятник воинам-интернационалистам «Журавли» — открыт 15 мая 2013 года, в день 25-й годовщины начала вывода ограниченного контингента советских войск из Афганистана на Аллее ветеранов в Сквере Защитников Отечества, рядом с площадью Победы - Памятник (памятная стела) сотрудникам органов внутренних дел, погибшим при исполнении служебного долга — на улице Суворова перед входом в музей УМВД в здании Управления МВД по Калужской области - Памятник-самолёт МиГ-17 на территории школы-лицея № 36 в память о героическом подвиге в небе Кореи лётчиков-истребителей 176-го и 196-го полков 324-й краснознамённой дивизии - Памятник В. И. Ленину из розового мрамора, добытого в окрестностях Шамордино. Открыт 5 июля 1925 года в сквере, в советский период истории носившем название имени В. И. Ленина). В период с 10 октября 1984 года по 30 мая 2017 года памятник находился перед зданием областной администрации на площади Старый Торг (ранее — Ленина). В ночь с 30 по 31 мая 2017 года вновь перемещён в сквер. - Памятник В. И. Ленину перед зданием Калужского турбинного завода на Московской улице, скульптор М. И. Ласточкин - Памятник Карлу Марксу - Памятник Софье Перовской — единственный в России памятник революционерке-террористке был установлен в конце октября 1986 года на улице Софьи Перовской, ныне Воскресенской ул.. - Памятник советскому государственному и политическому деятелю С. М. Кирову на одноимённой улице - Памятник Ф. Э. Дзержинскому во внутреннем дворе Управления ФСБ по Калужской области, установленный 6 ноября 1986 года - Бюст Г. В. Чичерина | - Бюст А. В. Луначарского на улице, названной в его честь - Бюст Н. Э. Баумана у корпуса Калужского филиала МГТУ имени Н. Э. Баумана - Памятник светлой памяти калужских большевиков на Золотой аллее (над Березуйским оврагом) - Памятник 50-летия ВЛКСМ (установлен в 1968 году) - Памятник Калужской пионерии на Золотой аллее (над Березуйским оврагом) - Памятник «Рабочему движению» на пересечении улицы Кутузова и улицы Вилонова - Памятник жертвам политических репрессий на Золотой аллее (над Березуйским оврагом) - Бронзовая скульптура «Человек и труд» на площади Московская — установлена 3 ноября 1977 года в канун шестидесятой годовщины Октябрьской революции 1917 года - Скульптура рабочему на улице Огарёва - Скульптура рабочему-сварщику на улице Пролетарская - Скульптура «Слава труду» установлена рядом с проходной Калужского электромеханического завода - Памятник паровозу на железнодорожной станции Калуга-1 — открыт 1 сентября 1972 года в честь 100-летия Калужского железнодорожного узла. Представляет собой переднюю четвёртую часть локомотива Су−214-33 - Монумент бурильно-крановой машины БКГО-67 установлен 17 декабря 2014 года в преддверии Дня энергетика на территории Калужских электрических сетей филиала «Калугаэнерго» ПАО «МРСК Центра и Приволжья» в память о самоотверженном труде энергетиков, построивших в послевоенное время десятки тысяч километров линий электропередачи и сотен электроподстанций, что позволило в 1970 году закончить сплошную электрификацию Калужской области. - Памятный знак о награждении города Калуги в 1971 году орденом Трудового Красного знамени, установленный на привокзальной площади вокзала Калуга-1 - Памятник А. Л. Чижевскому - Памятник К. А. Тимирязеву - Скульптура академику Святославу Фёдорову — основателю МНТК «Микрохирургия глаза» перед зданием медицинского центра МНТК в Калуге - Бюст А. С. Пушкина на улице Баженова - Бюст А. С. Пушкина на территории школы-лицея № 36 - Бюст Н. А. Островскому на улице Поле Свободы, рядом с Калужской областной специальной библиотекой для слепых, носящей имя писателя - Барельеф-памятник в память о доме, в котором проездом останавливался писатель Н. В. Гоголь - Барельеф-медальон в память о Владимире Высоцком установлен в Минском парке жилого микрорайона Малиновка - Памятник Владимиру Маяковскому - Бюст П. И. Чайковскому находится во дворе музыкального корпуса калужского колледжа культуры и искусств - Бюст композитора С. С. Туликова установлен на аллее калужских композиторов в сквере Калужской областной филармонии - Бюст композитора Н. П. Будашкина установлен на аллее калужских композиторов в сквере Калужской областной филармонии - Бюст Императору Николаю II установлен 31 июля 2016 года в городском парке культуры и отдыха рядом со смотровой площадкой на район Правобережья - Памятник Матери расположен в сквере в районе Правобережья - Памятник потерянному времени. Выполнен в виде инсталляции находящейся внутри песочных часов девочки, закрывшей ладонями глаза, и на которую скоро посыпятся песчинки. - Памятник театральному зрителю — скульптура около входа в Калужский драматический театр (девушка держит в руках табличку с надписью: «Нет лишнего билета?») - Статуэтка «Кокетка с зонтиком или история одной купальщицы» в Парке культуры и отдыха. Оригинал статуэтки, установленной в 1809 году на средства купца Михаила Антоновича Макарова, исчез во время оккупации города войсками нацистской Германии. В 1979 году скульптура вернулась на прежнее место: по инициативе коллектива газеты Газета «Знамя» по сохранившимся фотографиям статуэтка была заново воссоздана. В 2000 году была разрушена в результате вандализма. В 2010 году скульптурная композиция была реставрирована и обрела первозданный вид. - Куранты на ул. Театральной, расположенные на стене торгового центра. Подарены городу 12 июня 2012 года, автор — Евгений Голышев, на тот момент главный архитектор Калуги. На часах присутствует изображение девушки с зонтиком и силуэт Гостиных дворов. - Статуя факелоносца с олимпийским огнём — в честь прохождения 13 октября 2013 года через Калугу Эстафеты олимпийского огня зимних Олимпийских игр 2014 - Скульптурная композиция «Ладья» установлена летом 2011 года возле Пучковского моста через Оку. - Скульптура «Былина» установлена на территории жилого комплекса на улице Луначарского - Скульптура «Городовой и собака», установленная на пересечении улиц Кирова и Ленина - Скульптура «Кот учёный». С 29 июля 2019 года находится на пересечении улиц Степана Разина и Тульской у здания Калужского государственного университета, первоначально был установлен под дубом на площадке у памятника 600-летию Калуги. - Скульптура «Мешок счастья» в начале пешеходной части улицы Театральной - Бронзовая скульптура «Дерево счастья» установлено на Золотой аллее. По новой традиции калужские молодожёны в день свадьбы вешают ленту желаний или замок на ветку этого дерева. Ранее замки вешались на перила Каменного моста, зачастую портя внешний облик архитектурного памятника. - Арт-объект «Лавка примирения» — представляет собой скамейку с вогнутым сидением. Расположена по адресу Московская улица, д. 214, рядом со зданием ЗАГСа. Суть арт-объекта в том, что когда на скамейку садятся муж с женой или парень с девушкой, они «съезжаются» к центру скамейки, делая таким образом первый шаг к примирению. Примечательно, что несмотря на название объекта — «Лавка примирения», это именно скамейка, а не лавка. - Памятник Святым благоверным князю Петру и княгине Февронии Муромским - Памятник иеромонаху Киево-Печерского монастыря священномученику Кукше Печерскому в Городском парке культуры и отдыха, рядом со Свято-Троицким кафедральным собором - Памятник святому Лаврентию Калужскому в Городском парке культуры и отдыха, рядом со Свято-Троицким кафедральным собором (установлен 12 августа 2015 года) - Памятник полковнику Краснопивцеву на пересечении улиц Фомушина и 65 лет Победы (установлен в декабре 2019 года). |